# Sydney Olympic Park Tennis Centre
O Sydney Olympic Park Tennis Centre é uma instalação de tênis e esportes multiuso no subúrbio do Parque Olímpico de Sydney, em Sydney, Nova Gales do Sul, Austrália. 
O centro foi construído em 1999 e sediou os eventos de tênis nos Jogos Olímpicos de Verão de 2000. O local sediou o Sydney International de 2000 a 2019, o Sydney Tennis Classic em 2022, a ATP Cup em 2020 e 2022 e a United Cup desde 2023. O principal estádio do centro é a Ken Rosewall Arena, que tem capacidade para 10.500 pessoas e é capaz de sediar diversos esportes, incluindo tênis e netball.

## Instalações
Em dezembro de 2008, a quadra central foi renomeada para Ken Rosewall Arena, em homenagem ao tenista nascido em Sydney e vencedor de vários Grand Slams, Ken Rosewall. O estádio tem capacidade para 10.500 pessoas. Há também duas outras quadras de espetáculos no recinto com capacidade para 4.000 e 2.000 espectadores, respectivamente, bem como outras dez quadras de jogos e seis quadras de treino.

## Reforma
Em janeiro de 2019, o governo de Nova Gales do Sul anunciou uma atualização de US$ 50,5 milhões do Centro de Tênis do Parque Olímpico de Sydney, para melhorar as instalações para jogadores e espectadores antes do torneio multinacional de tênis ATP Cup, que começou a ser realizado no local em 2020. A maior mudança no local foi a construção de uma grande cobertura translucida permanente de tecido de fibra de vidro PTFE sobre a Ken Rosewall Arena, permitindo que o jogo continuasse na arena independentemente das condições climáticas. Além disso, uma superfície de jogo de madeira foi adicionada ao piso da Ken Rosewall Arena, dando ao local a capacidade de sediar esportes como netball e basquete.
A arena foi escolhida para sediar as finais das três primeiras edições da ATP Cup, de 2020 a 2022. A atualização foi concluída a tempo para a ATP Cup de 2020, em janeiro.
Os clubes do Super Netball, "New South Wales Swifts" e "Giants Netball", deveriam ter transferido todos os jogos em casa para a Ken Rosewall Arena antes da temporada de 2020. No entanto, apenas três dias antes do início da temporada de 2020, a fronteira entre Nova Gales do Sul e Queensland foi fechada devido à pandemia de COVID-19, forçando os Swifts e os Giants a sair do estado e entrar em um centro de Queensland; posteriormente, nenhum dos clubes jogou uma única partida em casa no local em 2020.